# Bitwa pod Lyndanisse
Bitwa pod Lyndanisse – starcie zbrojne, które miało miejsce 15 czerwca 1219 roku, kiedy duński król Waldemar II, odbywający krucjatę liwońską przeciw pogańskim Estom, zdobył estoński zamek Lyndanisse (dzisiejszy Tallinn).
Według legendy, kiedy Duńczycy przegrywali, z nieba spadła czerwona flaga z białym krzyżem – Dannebrog (obecna flaga Danii), dając im siłę do dalszej walki. Dannebrog pozostaje najdłużej używaną flagą istniejącego kraju.